# 두리안 두리안
두리안 두리안(榴槤飄飄, 유연표표, Durian Durian)은 홍콩에서 제작된 프룻 첸 감독의 2000년 드라마 영화이다. 진해로 등이 주연으로 출연하였고 양자명 등이 제작에 참여하였다.

## 출연

### 주연
- 진해로
- 맥혜분

### 조연
- 맥설문
- 양미금
- 황명
- 옹위요
- 이상
- 백효명
- 호경용
- 노지함
- 양효려
- 아룡
- 증건용
- 나해평
- 여자건
- 임요충
- 채지봉
- 증자룡
- 강개연
- 이평
- 양춘
- 가가
- 위금요
- Fanny
- 관응상
- 장국평

## 제작진
- 프로듀서: 진위양
- 프로듀서: 성지민
- 조연출: 진위강
- 조연출: 진지분
- 녹음: 섭기영
- 녹음: 정영원
- 미술: 전목
- 미술: 마가군
- 의상: 전목